# کارا (مجارستان)
کارا (به مجاری:  Kára) یک منطقهٔ مسکونی در مجارستان است که در ناحیه تاب واقع شده‌است. کارا ۵٫۳۷ کیلومتر مربع مساحت و ۳۵ نفر جمعیت دارد.